# Au pays des Juliets
Pour plus de détails, voir Fiche technique et Distribution.
Au pays des Juliets est un film français réalisé par Mehdi Charef et sorti en 1992. Il a été sélectionné au festival de Cannes 1992.

## Synopsis
Trois femmes se rencontrent à l'occasion d'une grève des transports. Elles sortent de prison et ne se connaissent pas, mais vont se raconter leur vie.

## Fiche technique
- Réalisation et scénario : Medhi Charef
- Musique : Mohamed Khelifati, Alain Souchon et Laurent Voulzy
- Production : Daniel Toscan du Plantier
- Société de production : Erato Films
- Pays de production :  France
- Langue originale : français
- Format : couleur
- Genre : drame

## Distribution
- Laure Duthilleul : Thérèse
- Claire Nebout : Henriette
- Maria Schneider : Raïssa
- Olivier Angèle : pianiste
- Béatrice Audry : vendeuse du magasin de robes de mariée
- Luce Bekistan : antiquaire
- Djemel Charef : surveillant
- Marc Dufour : guichetier de la gare